# Nuvola (informatica)
Nuvola (dall'italiano "nuvola", come evoluzione del tema di icone SKY, cielo) è un set di icone libere distribuite sotto la licenza libera GNU LGPL 2.1, create da David Vignoni. Inizialmente realizzate per desktop environment come KDE e GNOME, successivamente sono diventate disponibili per Windows e Macintosh sotto forma di pacchetti. La versione finale, 1.0, contiene più di 600 icone. Il set di default è in formato PNG; successivamente è divenuta disponibile anche una versione SVG. Le icone, particolarmente colorate, rappresentano una grande varietà di oggetti comuni e facilmente riconoscibili. Molte icone sono in tinte blu, ma sono presenti anche altri colori.

## Usi
Oltre a KDE e GNOME, il set Nuvola è usato da Pidgin, un client di instant messaging, il lettore multimediale audio Amarok e KeePass (password manager). Nuvola è il set di icone ufficiale della distribuzione OpenLab GNU/Linux. Le stesse sono altresì utilizzate per molti scopi nei progetti Wikimedia.

## Esempi di icone

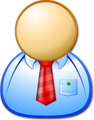
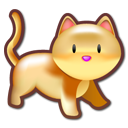
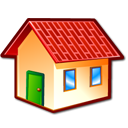
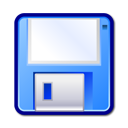
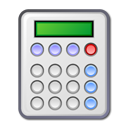
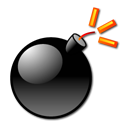
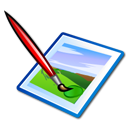
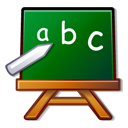
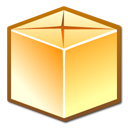
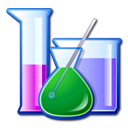
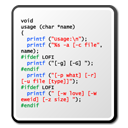
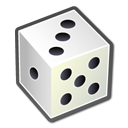
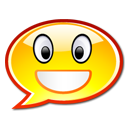
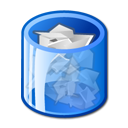
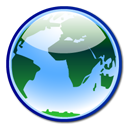
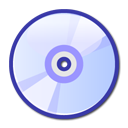
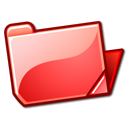
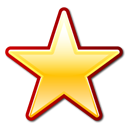
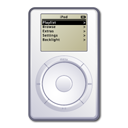
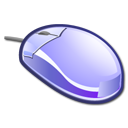
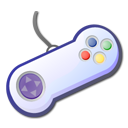
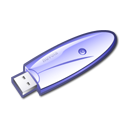
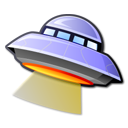
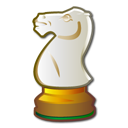
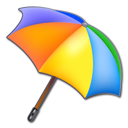
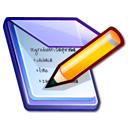
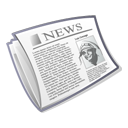